# Narva-Jõesuu
Narva-Jõesuu (in tedesco Hungerburg), è una città balneare dell'Estonia nord-orientale, nella contea di Ida-Virumaa. Sorge sulla costa del golfo di Finlandia prossima al confine con la Russia.
Nel 2017 ha inglobato il comune di Vaivara.

## Toponimo
Il nome della località, in estone, significa "foce del fiume Narva".

## Storia

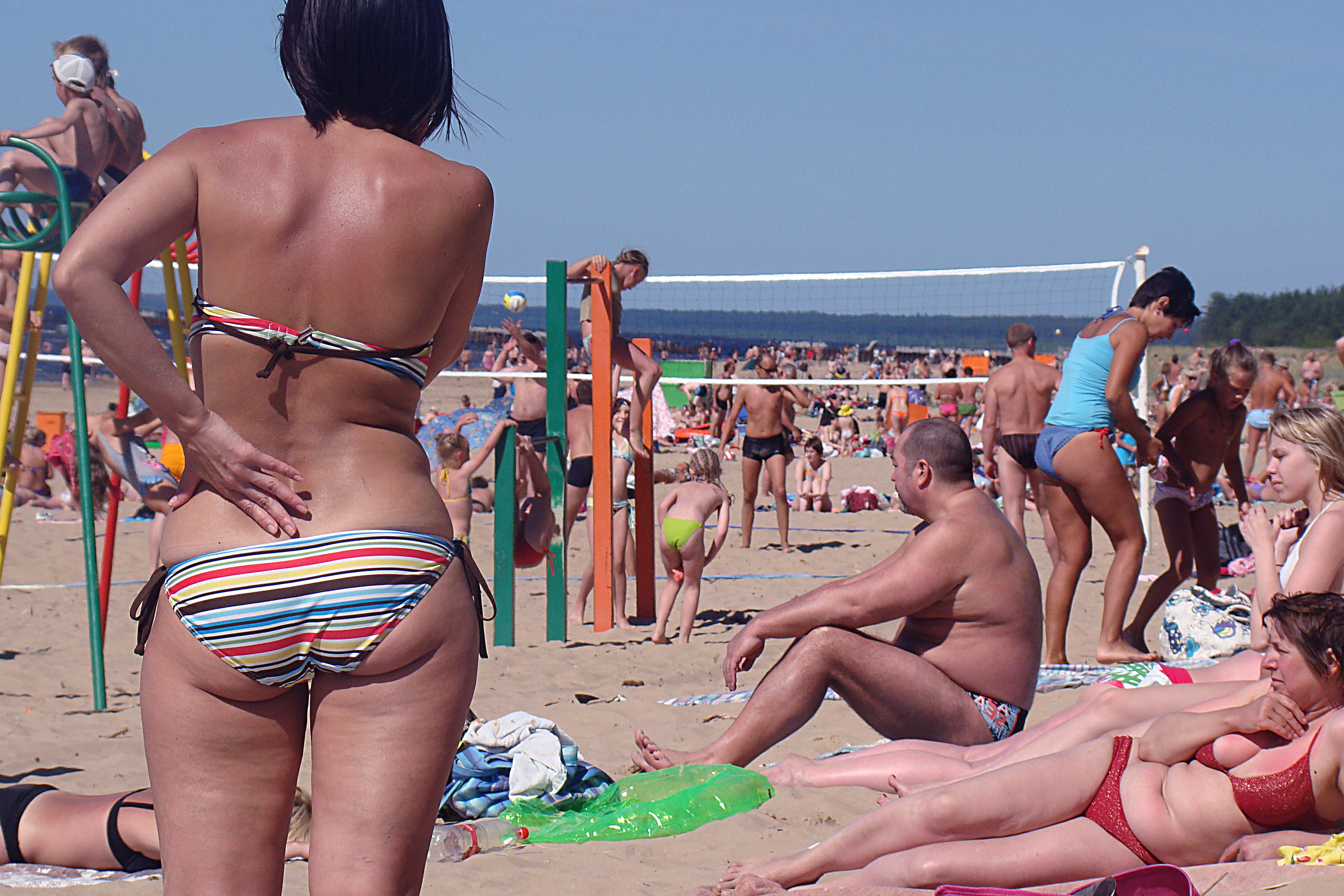
La spiaggia di Narva-Jõesuu.

La prima citazione documentale circa Narva- Jõesuu è datata XVII secolo, quando, nel 1688, il governatore di Narva perde i suoi manieri di "Kudruküla" and "Hungerburg". L'ex nome della città - Hungerburg (città affamata) - venne dato il 28 agosto 1684. La città mantenne questa denominazione fino al 1922. Altre denominazioni, come Mundung e Zeemundung erano spesso usate.
Un complicato nome straniero era strano per la popolazione locale, questo il perché veniva utilizzata anche la più facile denominazione "Meresuu" (in estone bocca del mare).
Negli anni venti la città ricevette la sua nuova denominazione - Narova-Joesuu, la quale venne più tardi modificata Narva-Jõesuu.
Nel XIX secolo Narva-Jõesuu era una città del benessere, del relax, frequentata prevalentemente dalla nobiltà zarista di San Pietroburgo, distante 150 km ad est. Molti poeti, scrittori, artisti e musicisti cercavano ispirazione e precedentemente alla prima guerra mondiale era in particolar modo frequentata come località di vacanza. Ben 7,5 km dei 13 km totali di spiaggia sono accessibili dall'area abitata. Durante il periodo di occupazione dell'Unione sovietica numerosi alberghi di relax, centri benessere, vennero costruiti dai sovietici in Narva-Jõesuu ed alcuni di questi sono oggi in stato di degrado o complessivo abbandono. Sono visibili numerose case in legno riccamente decorate che ci rammentano gli antichi splendori cittadini.
Oggi i sette chilometri di spiaggia bianca delineata con alberi di pino sono utilizzati prevalentemente da locali e dai turisti provenienti dalla vicina Finlandia e dalla Scandinavia.

## Popolazione
La città conta quasi tremila abitanti. Come nella vicina Narva, finita la seconda guerra mondiale fu vietato agli estoni sfollati di poter rientrare in possesso delle loro case, che vennero occupate dai sovietici, quindi la maggior parte dei residenti sono russi o russofoni, anche se a Narva-Jõesuu la percentuale dei cittadini di etnia estone è leggermente superiore.

## Porto
Narva-Jõesuu ha due aree portuali distinte. La prima di esse è una banchina, situata sulla riva sinistra del fiume Narva, che appartiene all'amministrazione comunale. Non c'è personale né servizi specifici nel porto. Ci sono solo dei cassoni per i rifiuti ordinari, periodicamente svuotati dalla compagnia Arteko. Il secondo approdo potrebbe essere chiamato Narva-Jõesuu porto ittico. È situato di fianco alla banchina cittadina, ma è chiuso da cancelli e guardie. Il proprietario dell'approdo è una compagnia privata, la Kirderand Ltd, il cui business è la produzione ittica.

## Galleria d'immagini

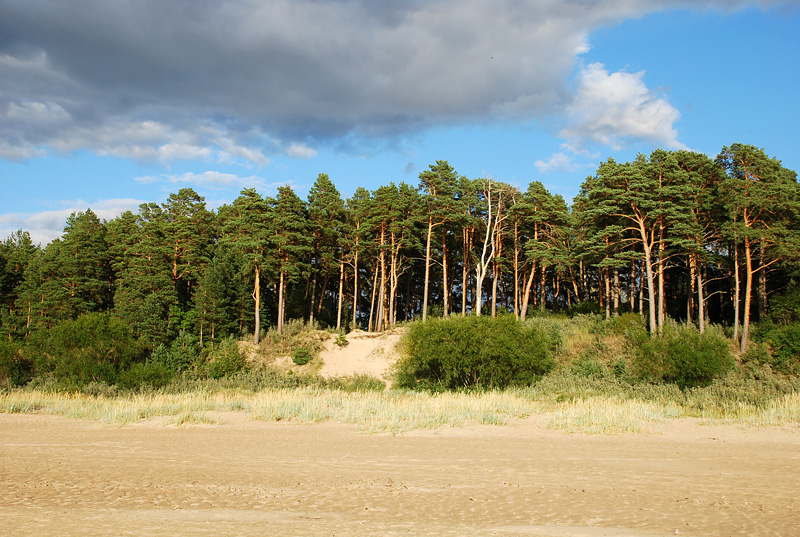
Spiaggia e pineta di Narva-Jõesuu.
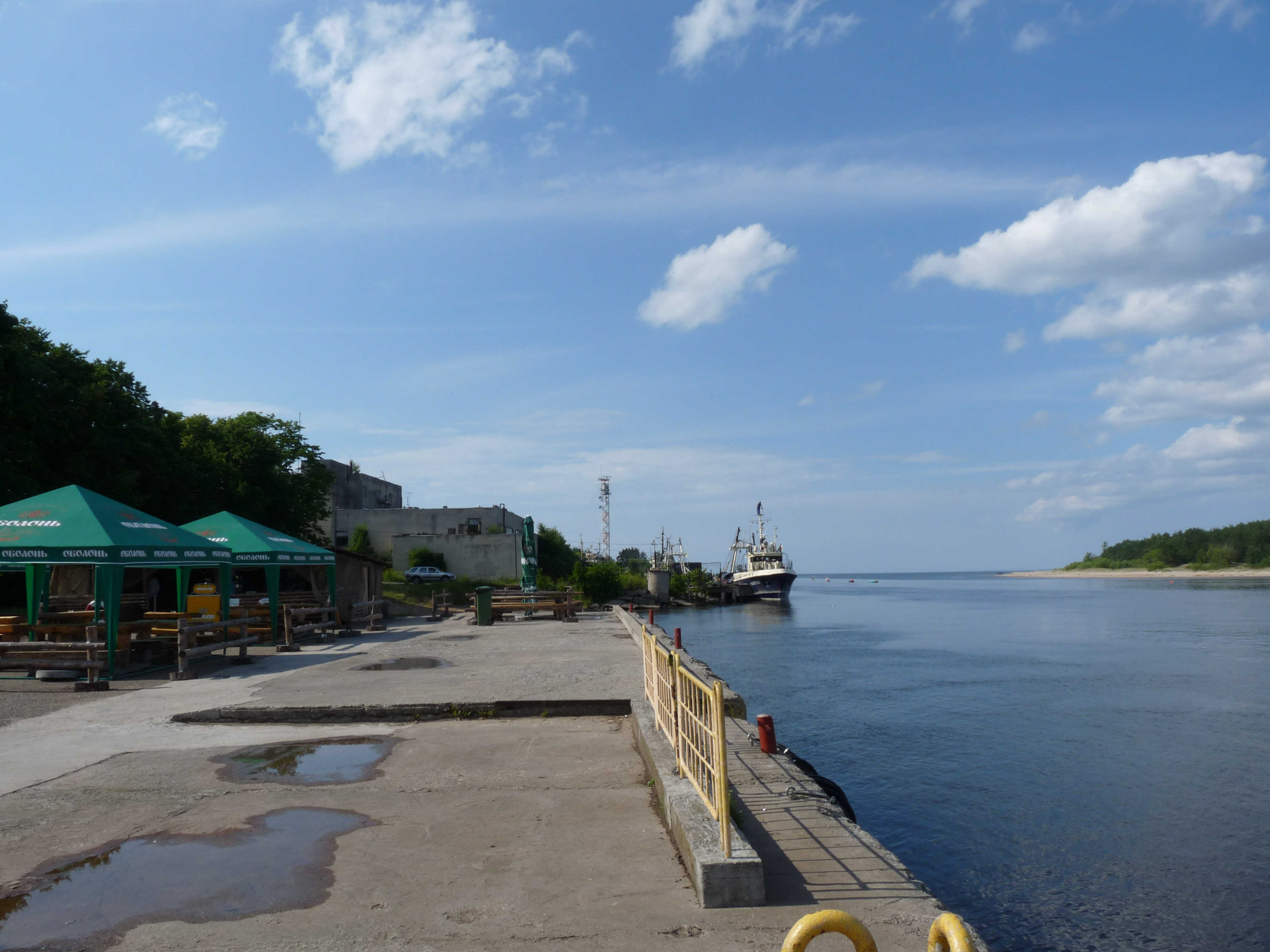
Molo alla foce del fiume Narva.
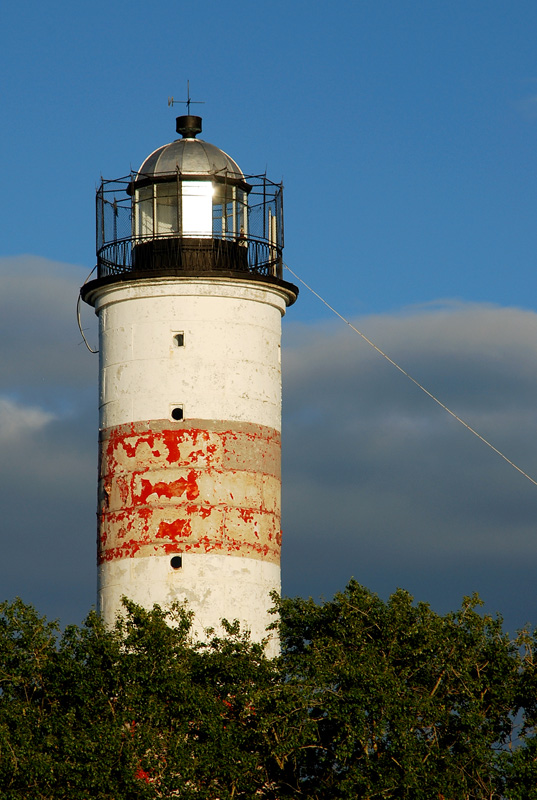
Faro del porto
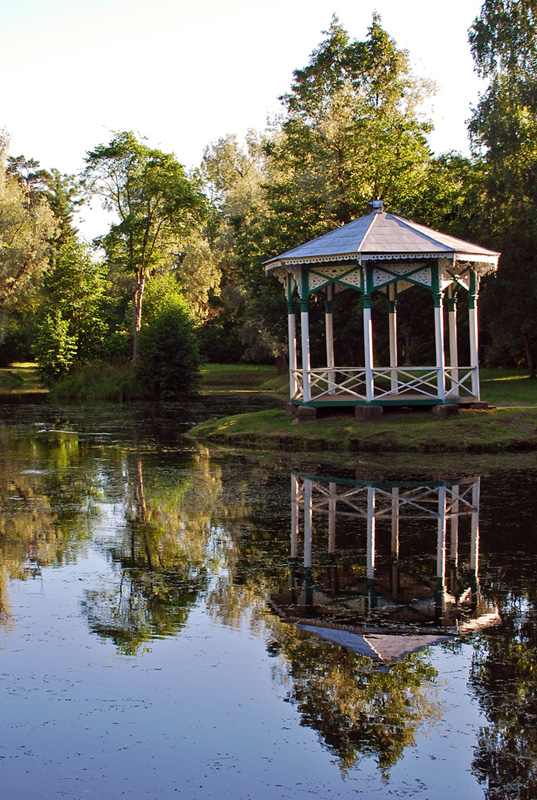